# Futurematic
Futurematic est le nom d'une série de montres à remontage automatique de Jaeger-LeCoultre, produite entre 1951 et 1958.

## Caractéristiques
La Futurematic fut la première montre automatique sans une couronne de remontage. Il n'y avait qu'une couronne plate au fond du boitier pour ajuster le temps. La Futurematic fut présentée dans deux itérations du cadran et du mouvement, la E501 et E502. Le premier modèle E501 avait deux petites indications avec aiguilles pour afficher la réserve de marche et les secondes. Le modèle E501 contint les calibres K497, K497/1 ou KP827. La version E502 avait deux trous dans le cadran de forme d'un hublot, fut appelé  Futurematic Porthole et contint les calibres K817, K817/1 ou K837. Dans le hublot des secondes rôtit une flèche, l'autre hublot afficha la réserve de marche par un changement de coloration de rouge ou bleu à blanc (deux versions). 
Tous les calibres eurent un arrêt de secondes, un balancier agrandi et antiferromagnétique, un réglage du balancier avec une vis micrométrique. Les deux derniers calibres (KP827 et KP837) eurent un système antichoc du type Parachoc, les autres un système du type KIF. La construction complexe fut à la base du slogan utilisé aux États-Unis « the world's most accurate automatic watch » (en français, « la montre automatique la plus exacte du monde »).
À cause du Smoot-Hawley Tariff Act les Futurematics pour le marché américain eurent imprimé et gravé LeCoultre et non Jaeger-LeCoultre. Une exception fut l'intérieur du fond du boitier, que fut gravé LeCoultre avec les modèles européens et les américains. Les calibres du marché américain furent produits en Suisse et mis en boitiers aux États-unis. Les aiguilles, cadrans et boitiers de ces montres furent produits aux États-Unis. Les Futurematics pour le marché américain furent vendus par la compagnie Vacheron-Constantin-LeCoultre, une filiale de Longines-Wittnauer. La Futurematic exista en deux boitiers différents avec chaque boitier disponible en trois métaux, acier inox, or jaune et or rose. La Futurematic américaine fut disponible en plusieurs boitiers et en quatre métaux (acier inox, or jaune, or rose et plaqué en or dix carats).

## Littérature
- Franco Cologni et al. (photogr. Maurizio Galimberti), Jaeger-LeCoultre : la grande maison, Paris, Éditions Flammarion, 2006, 381 p. (ISBN 978-2-08-011613-0, OCLC 428094488).
- Zaf Basha: Jaeger LeCoultre,  (ISBN 9780615223872).